# Amerikaanse PGA Tour 1973
De Amerikaanse PGA Tour 1973 was het 58ste seizoen van de Amerikaanse PGA Tour. Het seizoen begon met het Los Angeles Open en eindigde met Walt Disney World Open Invitational. Er stonden 48 toernooien op de agenda.

## Kalender
| Data  | Data  | Toernooi                                   | Baan                           | Land             | Winnaar           | Score | Score  | 1ste prijs ($) |
| ----- | ----- | ------------------------------------------ | ------------------------------ | ---------------- | ----------------- | ----- | ------ | -------------- |
| 04-01 | 07-01 | Glen Campbell Los Angeles Open             | Riviera Country Club           | Verenigde Staten | Rod Funseth       | 276   | –8     | 27.000         |
| 10-01 | 14-01 | Phoenix Open                               | Arizona Country Club           | Verenigde Staten | Bruce Crampton    | 268   | –12    | 30.000         |
| 18-01 | 21-01 | Dean Martin Tucson Open                    | Tucson National Golf Club      | Verenigde Staten | Bruce Crampton    | 277   | –11    | 30.000         |
| 25-01 | 28-01 | Bing Crosby National Pro-Am                | Pebble Beach Golf Links        | Verenigde Staten | Jack Nicklaus     | 282   | –6     | 36.000         |
| 01-02 | 04-02 | Hawaiian Open                              | Waialae Country Club           | Verenigde Staten | John Schlee       | 273   | –15    | 40.000         |
| 08-02 | 11-02 | Bob Hope Desert Classic                    | Eldorado Country Club          | Verenigde Staten | Arnold Palmer     | 243   | –17    | 32.000         |
| 15-02 | 18-02 | Andy Williams-San Diego Open Invitational  | Torrey Pines Golf Course       | Verenigde Staten | Bob Dickson       | 278   | –10    | 34.000         |
| 22-02 | 25-02 | Jackie Gleason's Inverrary Classic         | Inverrary Country Club         | Verenigde Staten | Lee Trevino       | 279   | –9     | 52.000         |
| 01-03 | 04-03 | Florida Citrus Open                        | Rio Pinar Country Club         | Verenigde Staten | Bud Allin         | 265   | –23    | 30.000         |
| 08-03 | 11-03 | Doral-Eastern Open                         | Doral Country Club             | Verenigde Staten | Lee Trevino       | 276   | –12    | 30.000         |
| 15-03 | 18-03 | Greater Jacksonville Open                  | Deerwood Country Club          | Verenigde Staten | Jim Colbert       | 279   | –9     | 26.000         |
| 22-03 | 25-03 | Greater New Orleans Open Invitational      | Lakewood Golf Club             | Verenigde Staten | Jack Nicklaus     | 280   | –8     | 25.000         |
| 30-03 | 02-04 | Greater Greensboro Open                    | Sedgefield Country Club        | Verenigde Staten | Chi Chi Rodriguez | 267   | –17    | 42.000         |
| 05-04 | 08-04 | Masters Tournament                         | Augusta National Golf Club     | Verenigde Staten | Tommy Aaron       | 283   | –5     | 30.000         |
| 12-04 | 15-04 | Monsanto Open                              | Pensacola Country Club         | Verenigde Staten | Homero Blancas    | 277   | –11    | 30.000         |
| 19-04 | 22-04 | Tallahassee Open                           | Killearn Country Club          | Verenigde Staten | Hubert Green      | 277   | –11    | 15.000         |
| 19-04 | 22-04 | Tournament of Champions                    | La Costa Country Club          | Verenigde Staten | Jack Nicklaus     | 276   | –12    | 40.000         |
| 26-04 | 29-04 | Byron Nelson Golf Classic                  | Preston Trail Golf Club        | Verenigde Staten | Lanny Wadkins     | 277   | –3     | 30.000         |
| 03-05 | 06-05 | Houston Open                               | Quail Valley Golf Course       | Verenigde Staten | Bruce Crampton    | 277   | –11    | 41.000         |
| 10-05 | 13-05 | Colonial National Invitation               | Colonial Country Club          | Verenigde Staten | Tom Weiskopf      | 276   | –4     | 30.000         |
| 17-05 | 20-05 | Danny Thomas Memphis Classic               | Colonial Country Club          | Verenigde Staten | Dave Hill         | 283   | –5     | 35.000         |
| 24-05 | 27-05 | Atlanta Classic                            | Atlanta Country Club           | Verenigde Staten | Jack Nicklaus     | 272   | –16    | 30.000         |
| 31-05 | 03-06 | Kemper Open                                | Quail Hollow Country Club      | Verenigde Staten | Tom Weiskopf      | 271   | –17    | 40.000         |
| 07-06 | 10-06 | IVB-Philadelphia Golf Classic              | Whitemarsh Valley Country Club | Verenigde Staten | Tom Weiskopf      | 274   | –14    | 30.045         |
| 14-06 | 17-06 | US Open                                    | Oakmont Country Club           | Verenigde Staten | Johnny Miller     | 279   | –5     | 35.000         |
| 24-06 | 27-06 | American Golf Classic                      | Firestone Country Club         | Verenigde Staten | Bruce Crampton    | 273   | –7     | 32.000         |
| 28-06 | 01-07 | Western Open                               | Midlothian Country Club        | Verenigde Staten | Billy Casper      | 272   | –12    | 35.000         |
| 05-07 | 08-07 | Greater Milwaukee Open                     | Tuckaway Country Club          | Verenigde Staten | Dave Stockton     | 276   | –12    | 26.000         |
| 11-07 | 14-07 | British Open                               | Royal Troon Old Course         | Schotland        | Tom Weiskopf      | 276   | –12    | 14.300         |
| 12-07 | 15-07 | Shrine Robinson's Golf Classic             | Crawford County Country Club   | Verenigde Staten | Deane Beman       | 271   | –13    | 25.000         |
| 19-07 | 22-07 | St. Louis Children's Hospital Golf Classic | Norwood Hills Country Club     | Verenigde Staten | Gene Littler      | 268   | –12    | 42.000         |
| 26-07 | 29-07 | Canadian Open                              | Club de Golf Vallee Richelieu  | Canada           | Tom Weiskopf      | 278   | –10    | 35.000         |
| 02-08 | 05-08 | Westchester Classic                        | Westchester Country Club       | Verenigde Staten | Bobby Nichols     | 272   | –16    | 50.000         |
| 09-08 | 12-08 | PGA Championship                           | Canterbury Golf Club           | Verenigde Staten | Jack Nicklaus     | 277   | –7     | 45.000         |
| 16-08 | 19-08 | USI Classic                                | Pleasant Valley Country Club   | Verenigde Staten | Lanny Wadkins     | 279   | –9     | 40.000         |
| 23-08 | 26-08 | Liggett & Myers Open                       | MacGregor Downs Country Club   | Verenigde Staten | Bert Greene       | 278   | –6     | 20.000         |
| 23-08 | 26-08 | US Professional Match Play Championship    | MacGregor Downs Country Club   | Verenigde Staten | John Schroeder    | 2 up  | 40.000 |                |
| 31-08 | 03-09 | Greater Hartford Open Invitational         | Wethersfield Country Club      | Verenigde Staten | Billy Casper      | 264   | –20    | 40.000         |
| 06-09 | 09-09 | Southern Open                              | Green Island Country Club      | Verenigde Staten | Gary Player       | 270   | –10    | 20.030         |
| 13-09 | 16-09 | Sea Pines Heritage Classic                 | Harbour Town Golf Links        | Verenigde Staten | Hale Irwin        | 272   | –12    | 30.000         |
| 20-09 | 23-09 | B.C. Open                                  | En Joie Golf Club              | Verenigde Staten | Hubert Green      | 266   | –18    | 20.000         |
| 27-09 | 30-09 | Quad Cities Open                           | Crow Valley Golf Club          | Verenigde Staten | Sam Adams         | 268   | –16    | 20.000         |
| 04-10 | 07-10 | Ohio Kings Island Open                     | Golf Center at Kings Island    | Verenigde Staten | Jack Nicklaus     | 271   | –13    | 25.000         |
| 18-10 | 21-10 | Kaiser International Open Invitational     | Silverado Country Club         | Verenigde Staten | Ed Sneed          | 275   | –13    | 30.092         |
| 25-10 | 28-10 | Sahara Invitational                        | Paradise Valley Country Club   | Verenigde Staten | John Mahaffey     | 271   | –13    | 27.000         |
| 01-11 | 04-11 | San Antonio Texas Open                     | Woodlake Golf Club             | Verenigde Staten | Ben Crenshaw      | 270   | –14    | 25.000         |
| 14-11 | 17-11 | World Open Golf Championship               | Pinehurst Resort               | Verenigde Staten | Miller Barber     | 270   | +2     | 100.000        |
| 28-11 | 01-12 | Walt Disney World Open Invitational        | Walt Disney World Resort Golf  | Verenigde Staten | Jack Nicklaus     | 275   | –13    | 30.000         |

| Majors |